# Macradenia lutescens
Macradenia lutescens är en orkidéart som beskrevs av Robert Brown. Macradenia lutescens ingår i släktet Macradenia och familjen orkidéer. Inga underarter finns listade i Catalogue of Life.

## Bildgalleri

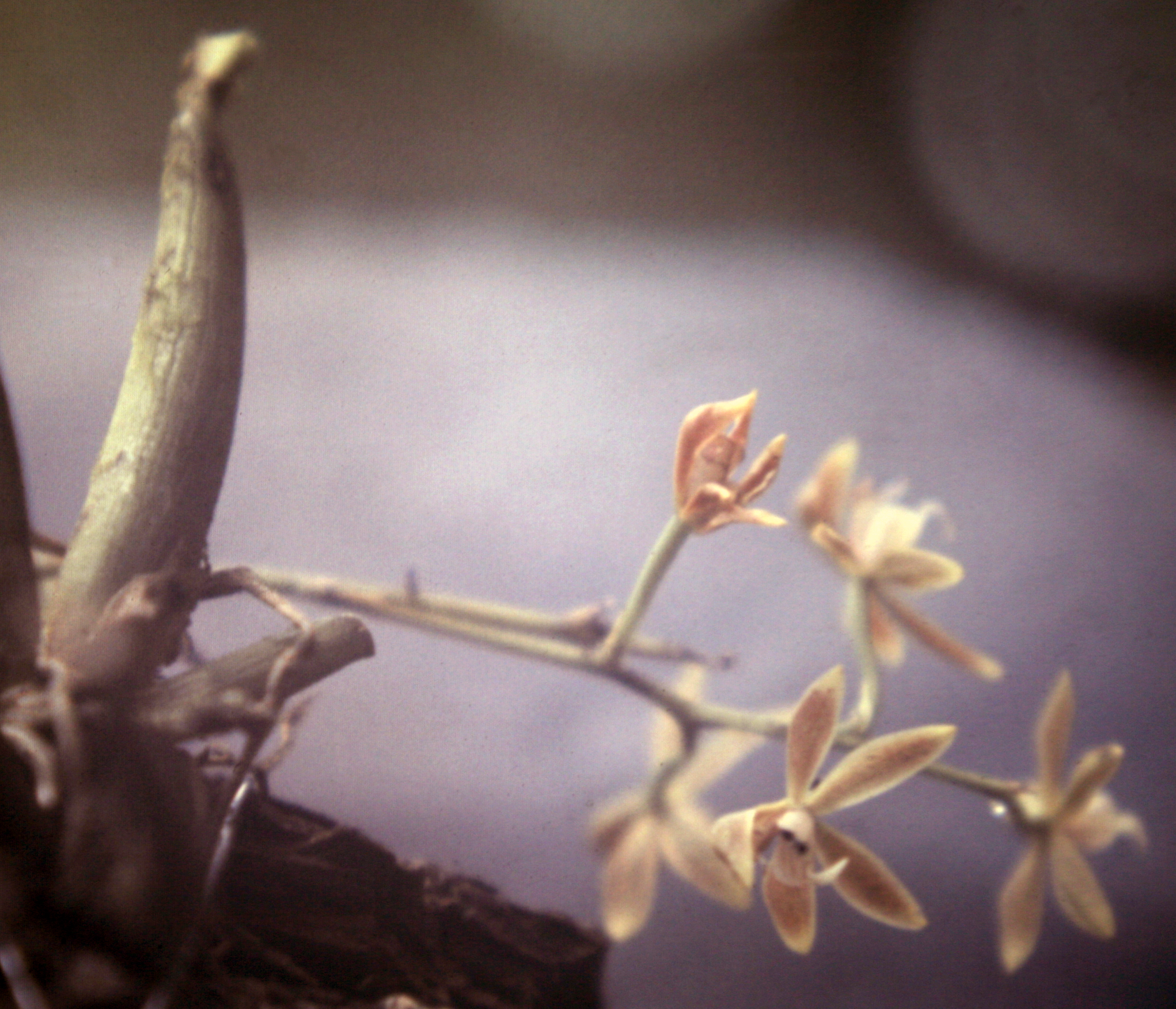
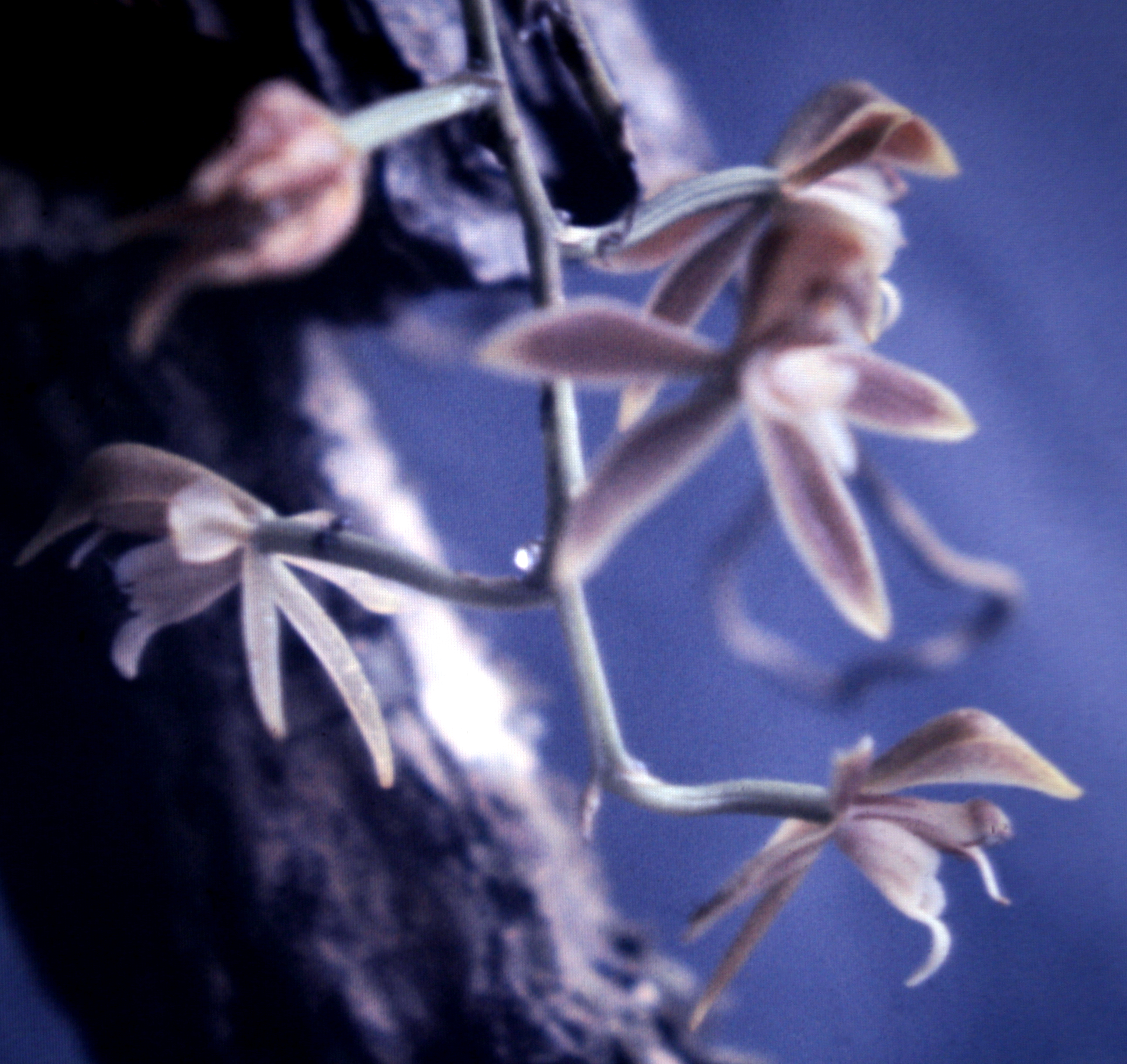
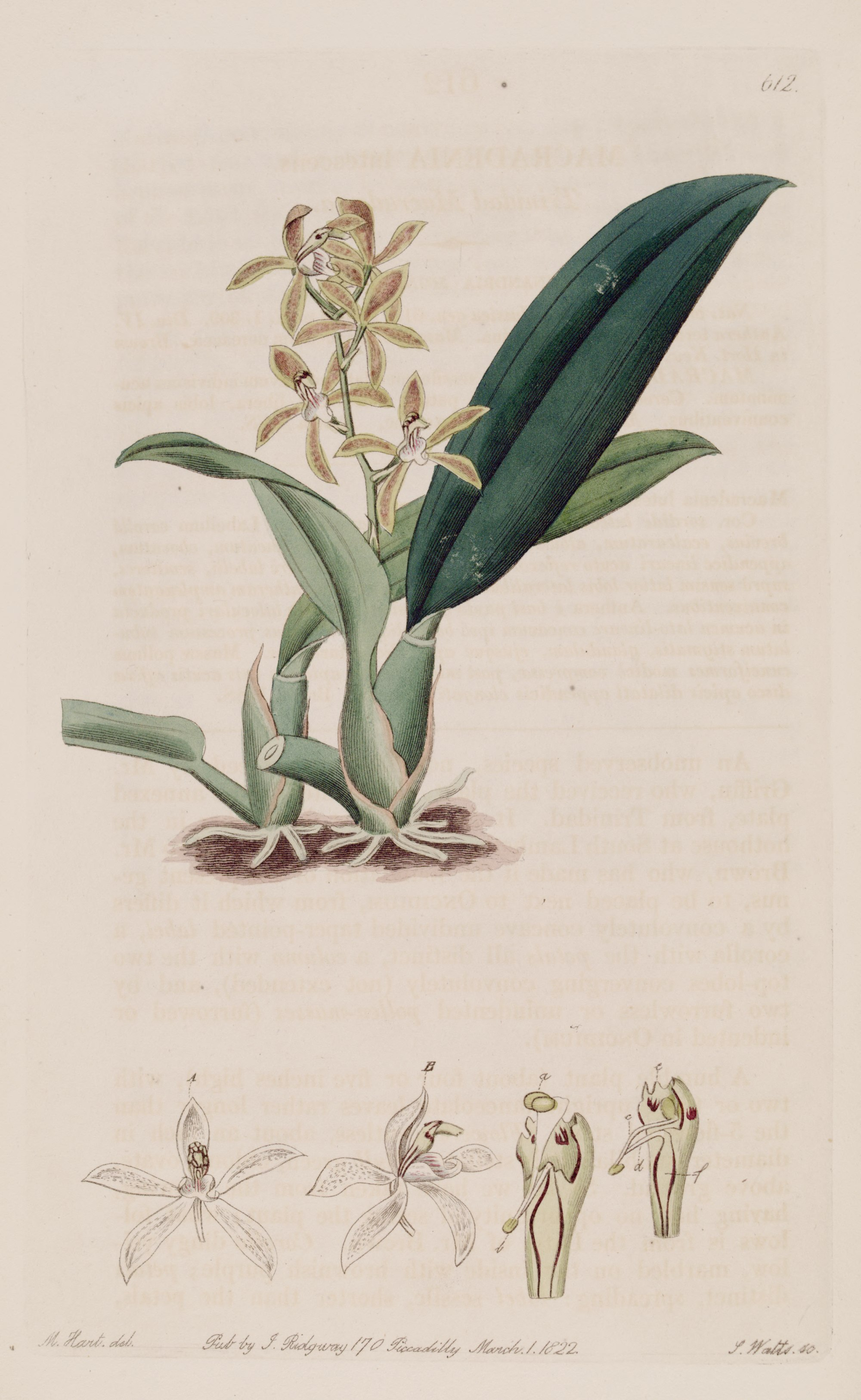
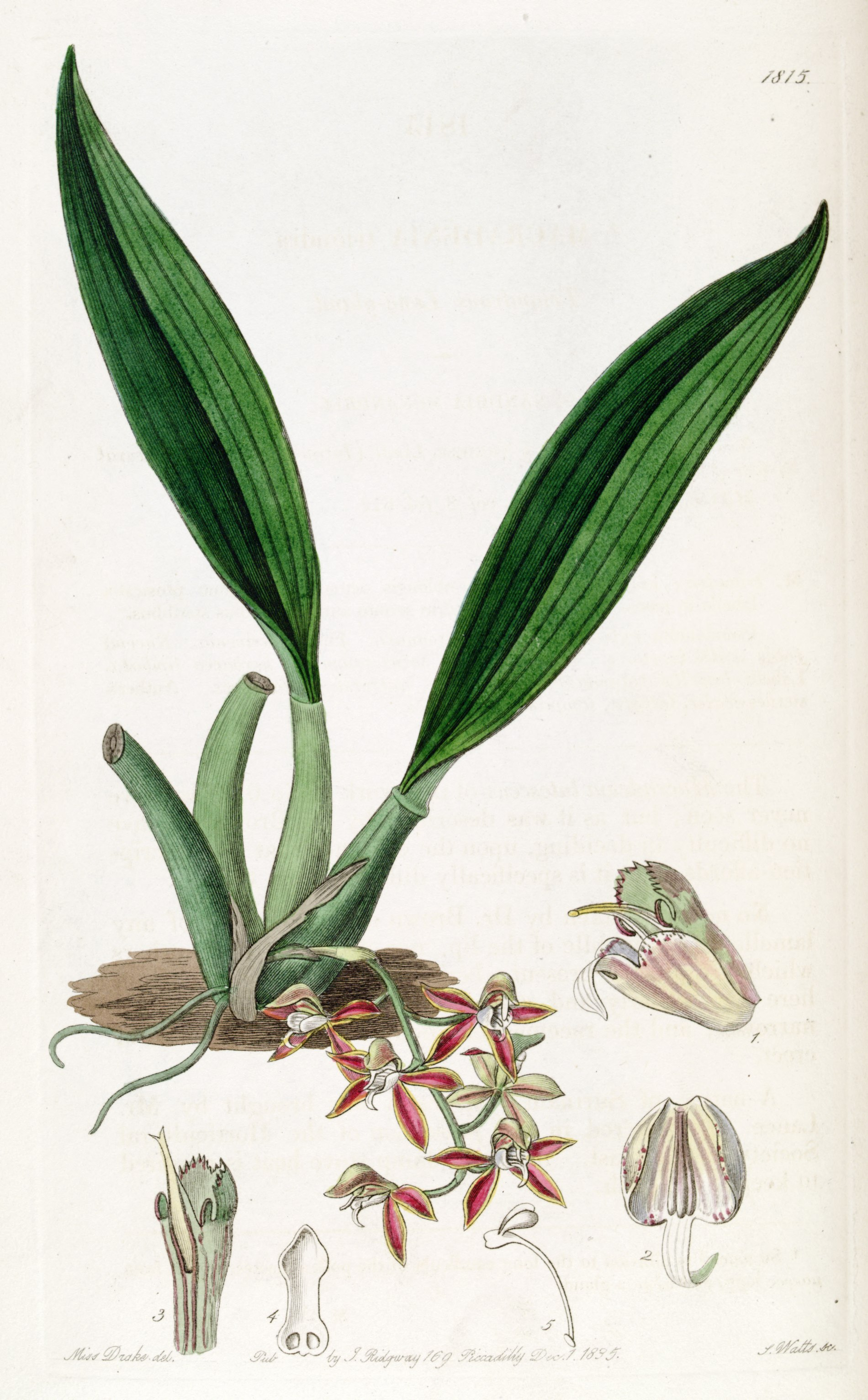
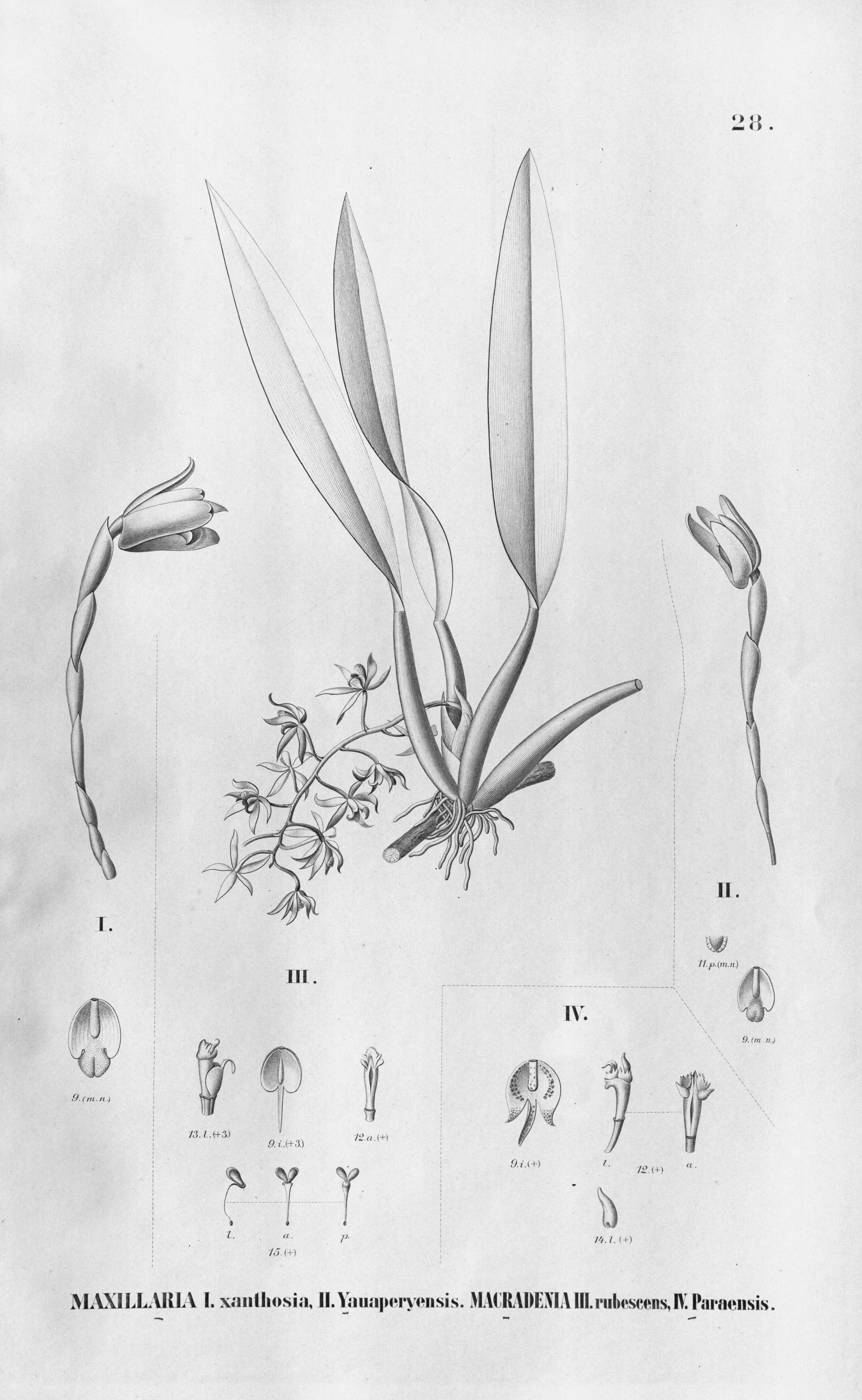